# 슬롯머신 사건
슬롯머신 사건은 1993년 슬롯머신 업계로부터 뇌물을 받은 정·관계 인사들을 구속한 사건이다. 이 때 6공 황태자 박철언도 구속되어 정치적으로 몰락하게 되었다. 검사 홍준표가 수사한 사건으로, 드라마 《모래시계》의 모티브가 되었다. 이 드라마는 1995년 1월부터 2월까지 방영되었는데 '귀가시계'라고 불릴 만큼 대한민국에서 엄청난 인기를 얻었다. 홍준표는 1995년 10월 정계 진출을 시사하며 검사직을 그만두고 변호사가 되었다. 이후 홍준표는 대통령이자 신한국당 총재였던 제14대 대통령 김영삼의 권유로 정계에 입문하여 1996년 신한국당에 입당한 후 제15대 국회의원 선거에서 국회의원에 당선되기도 하였다.